# Un viaggio nell'impossibile
Un viaggio nell'impossibile è un film muto italiano del 1923 diretto da Luciano Doria e  Nunzio Malasomma.